# Tal Burstein
Tal Burstein (in ebraico טל בורשטיין‎?; Petah Tiqwa, 19 febbraio 1980) è un ex cestista israeliano.

## Carriera
Guardia dalle spiccate doti difensive, dal 2001 è in forza al Maccabi Tel Aviv, con il quale ha vinto dieci titoli nazionali, otto coppe nazionali, una Suproleague e due Euroleague.
Con Israele ha disputato quattro edizioni dei Campionati europei (2003, 2005, 2009, 2011).

## Palmarès
- Campionato israeliano: 10

Maccabi Tel Aviv: 2000-01, 2001-02, 2002-03, 2003-04, 2004-05, 2005-06, 2006-07, 2008-09, 2010-11, 2011-12
- Coppa di Israele: 8

Maccabi Tel Aviv: 2000-01, 2001-02, 2002-03, 2003-04, 2004-05, 2005-06, 2010-11, 2011-12
- Coppa di Lega israeliana: 3

Maccabi Tel Aviv: 2007, 2010, 2011
- Coppa dei Campioni - Eurolega: 3

Maccabi Tel Aviv: 2000-01, 2003-04, 2004-05
- Lega Adriatica: 1

Maccabi Tel Aviv: 2011-12